# Milking the Goatmachine
Milking the Goatmachine est un groupe de deathgrind allemand, originaire de Berlin. Leur premier album, Back from the Goats, sort en 2009 au label Anstalt Records. Après la dissolution d'Anstalt Records, le groupe signe avec NoiseArt Records en 2010. S'ensuivent alors plusieurs alors dont Seven… a Dinner for One en 2010,  Clockwork Udder en 2011, Stallzeit en 2013, et Goatgrind en 2015.

## Biographie

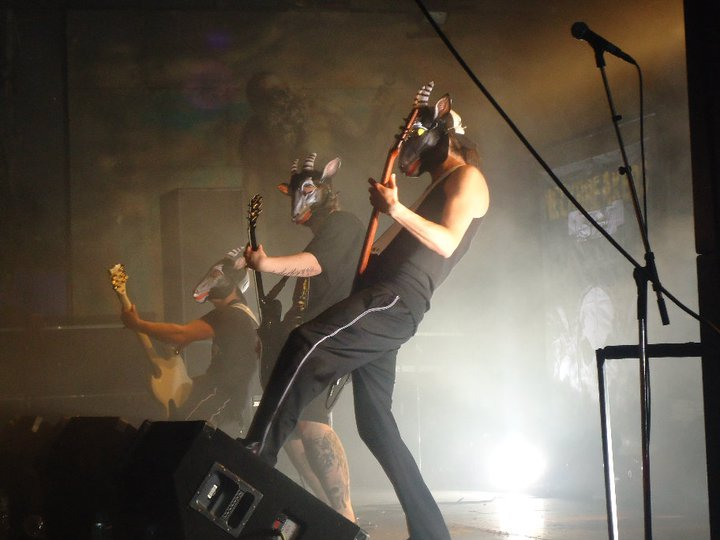
Milking the Goatmachine à Stuttgart, au Neckbreakers Ball Tour, en 2011.

Le groupe est formé en 2008 par Goatleeb et Goatfreed Udder. Ils jouent en concert avec Tony Goatana et Lazarus Hoove. Ils prennent des pseudonymes qui ont un rapport avec les chèvres. Après de premiers concerts, le label Nuclear Blast contacte le groupe et lui propose un contrat avec la filiale Anstalt Records. Leur premier album, Back from the Goats, sort en 2009. Suivent de nombreux concerts et une tournée en Europe avec Kataklysm entre autres. Anstalt Records est dissous peu après pour des raisons économiques, Milking the Goatmachine signe alors avec le label autrichien NoiseArt Records. 
Après quelques concerts et festivals, Seven... A Dinner for One est publié en 2010, suivi d'une tournée européenne avec notamment Marduk. Après cette tournée, Tony Goatana quitte le groupe pour des raisons personnelles. Lazarus Hoove, le bassiste, reprend la guitare et est remplacé par Steve Shedaway. En novembre 2010, le groupe publie sa vidéo de la chanson Like a Goatmachine. En 2011, l'album Clockwork Udder est publié ; il se caractérise par une musique davantage orientée death metal. Lors de la tournée qui suit, le groupe se produit avec Eisregen et Varg. En décembre 2012, le groupe révèle les détails d'un nouvel album à paraitre l'année suivante. En 2013, l'album Stallzeit est un retour au premier style du groupe. Le groupe apparaît ensuite dans les festivals comme Summer Breeze ou Party.San.
En mai 2015, Milking The Goatmachine publie une première bande-annonce de son nouvel album Goatgrind, qui sera publié le 26 juin 2015 au label NoiseArt Records. L'album est publié le 29 juin en Europe et le 10 juillet en Amérique du Nord via NoiseArt Records.
Le 31 mars 2017, le septième album du groupe, Milking In Blasphemy, est publié avec le label Napalm Records. Le groupe se produit le 26 aout 2017 au DeathFeast Open Air à Coblence en Allemagne.

## Membres

### Membres actuels
- Goatfreed Udder - guitare, basse
- Goatleeb Udder - chant, batterie

### Ancien membre
- Johannes Pitz - basse (2009-2010)

### Membres live
- Joe Anus Hornlicker - basse
- Tony Goatana - guitare

## Discographie
- 2009 : Back from the Goats
- 2010 : Seven… a Dinner for One
- 2011 : Clockwork Udder
- 2013 : Stallzeit
- 2014 : Greatest Hits - Covered in Milk
- 2015 : Goatgrind
- 2017 : Milking In Blasphemy